# Coracina polioptera
Coracina polioptera é uma espécie de ave da família Campephagidae.
Pode ser encontrada nos seguintes países: Camboja, Laos, Myanmar, Tailândia e Vietname.
Os seus habitats naturais são: florestas subtropicais ou tropicais húmidas de baixa altitude e regiões subtropicais ou tropicais húmidas de alta altitude.